# Quả cầu Magdeburg

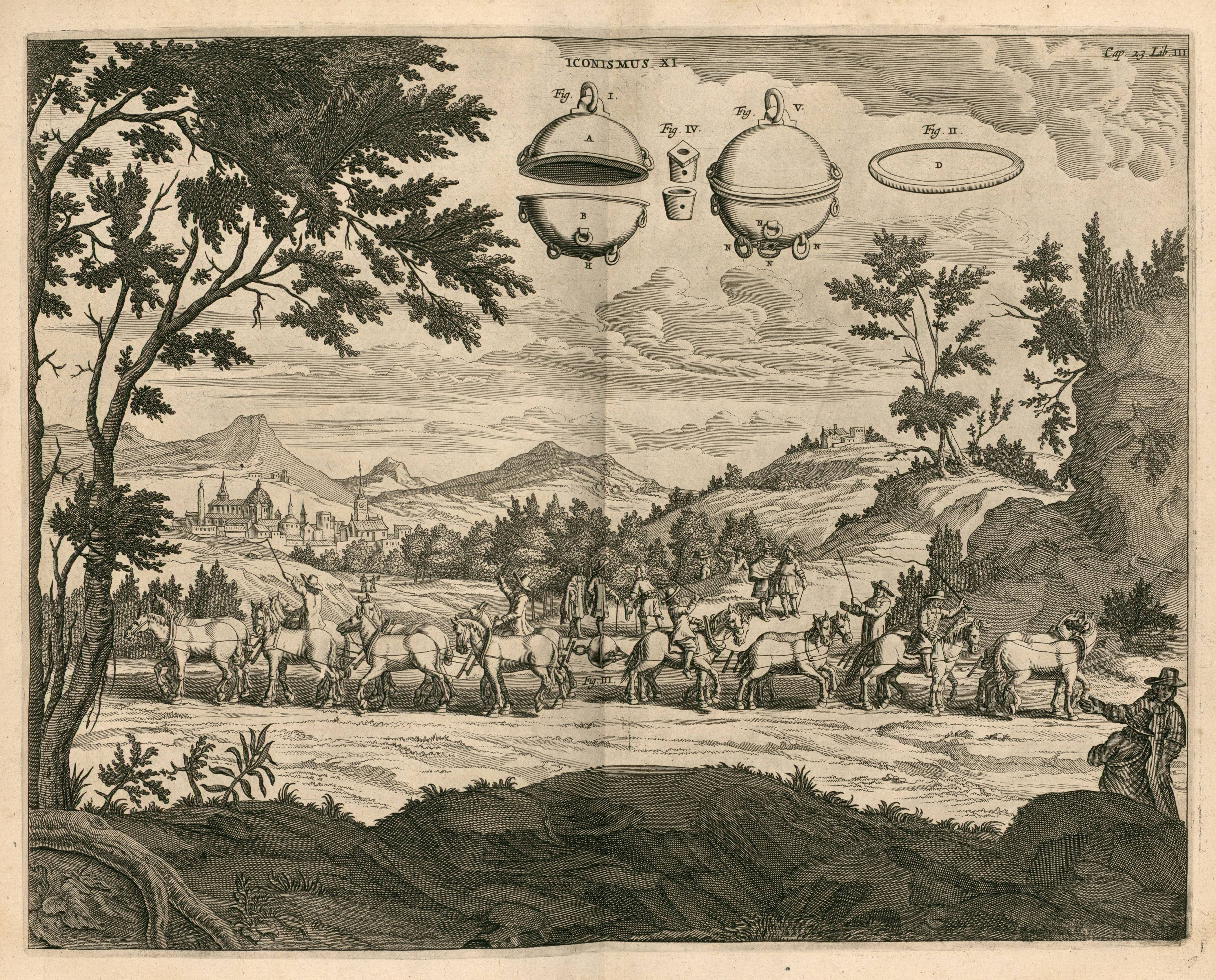
Tranh minh họa của Gaspar Schott về thí nghiệm Quả cầu Magdeburg của Otto von Guericke.

Quả cầu Magdeburg là thí nghiệm chứng minh sự tồn tại của áp suất không khí. Bằng thí nghiệm này, thị trưởng thành phố, ông Otto von Guericke, đã chứng minh rằng không khí hoàn toàn không phải là “không có gì cả”, rằng nó có trọng lượng và nén với một lực rất lớn trên tất cả mọi vật trên trái đất.

## Thí nghiệm
Ngày 8/5/1654, người dân thành phố Regensburg, nhà vua và các quý tộc Đức đã được xem một sự việc kỳ lạ: 16 con ngựa, chia làm hai nhóm, ra sức kéo bật hai bán cầu bằng đồng gắn chặt với nhau về hai phía nhưng vô hiệu. Thí nghiệm chứng minh rằng áp suất của không khí gắn hai bán cầu vào với nhau chắc đến nỗi 16 con ngựa cũng không tách nổi chúng.
Otto von Guericke tường thuật “Tôi đặt làm hai bán cầu bằng đồng đường kính là ba phần tư khẩu Magdeburg (khoảng 40 cm). Nhưng thực tế đường kính chỉ bằng khoảng 37 cm, bởi vì người thợ thường không thể làm thật đúng như yêu cầu. Hai bán cầu hoàn toàn ăn khít với nhau. Ở một bán cầu có lắp một vòi hơi, qua vòi này người ta có thể hút hết không khí ở trong ra, và không cho không khí ở ngoài lọt vào. Ngoài ra trên hai bán cầu còn có bốn cái vòng, dùng làm chỗ luồn thừng buộc nối với yên của ngựa. Tôi lại sai hai người khâu một cái vòng da; rồi đem ngâm vòng da vào trong hỗn hợp sáp với dầu thông. Sau khi đã kẹp vòng da này vào giữa hai bán cầu thì không khí không thể lọt vào trong được nữa. Nối vòi hơi với một bơm để rút hết không khí trong quả cầu ra. Lúc ấy, người ta đã thấy, qua vòng da, hai bán cầu ép chặt vào nhau mạnh đến mức nào. Áp suất của không khí bên ngoài siết chặt chúng chắc đến nỗi, 16 con ngựa kéo cật lực cũng không tách nổi chúng ra được, hoặc nếu được thì cũng rất tốn sức lực. Khi ngựa kéo được hai bán cầu ra thì còn thấy chúng phát ra tiếng nổ như súng vậy.
Nhưng chỉ cần vặn vòi hơi để cho không khí tự do đi vào là lập tức có thể lấy tay tách hai bán cầu ấy ra được dễ dàng.”.
Không khí nén xấp xỉ 10 N trên mỗi centimét vuông. Diện tích của vòng tròn có đường kính 37 cm là khoảng 1.060 centimét vuông (ở đây ta tính diện tích của vòng tròn chứ không phải bề mặt của bán cầu, bởi vì áp suất khí quyển chỉ có độ lớn như đã nói khi tác dụng vuông góc với một bề mặt, còn khi tác dụng vào những bề mặt nằm nghiêng thì áp suất đó nhỏ hơn. Trong trường hợp này ta phải lấy hình chiếu thẳng góc của mặt cầu lên mặt phẳng, nghĩa là lấy diện tích của vòng tròn lớn). Như thế nghĩa là lực ép của khí quyển trên mỗi bán cầu phải hơn 10.000 N.
Vậy mỗi nhóm tám con ngựa phải kéo với một lực bằng 10.000 N mới thắng nổi áp suất của không khí bên ngoài. Người ta đã đo được là một con tuấn mã kéo xe với một lực cả thảy là 800N. Cho nên muốn kéo lật được các bán cầu Magdeburg ra (trong trường hợp lực kéo của các con ngựa bằng nhau) thì mỗi bên phải dùng 10.000/800 = 13 con ngựa.